# ديبورا براينت
ديبورا براينت (بالإنجليزية: Deborah Bryant)‏ هي عارضة أمريكية، ولدت في 1947 في أوفرلاند بارك في الولايات المتحدة.